# های‌رایز

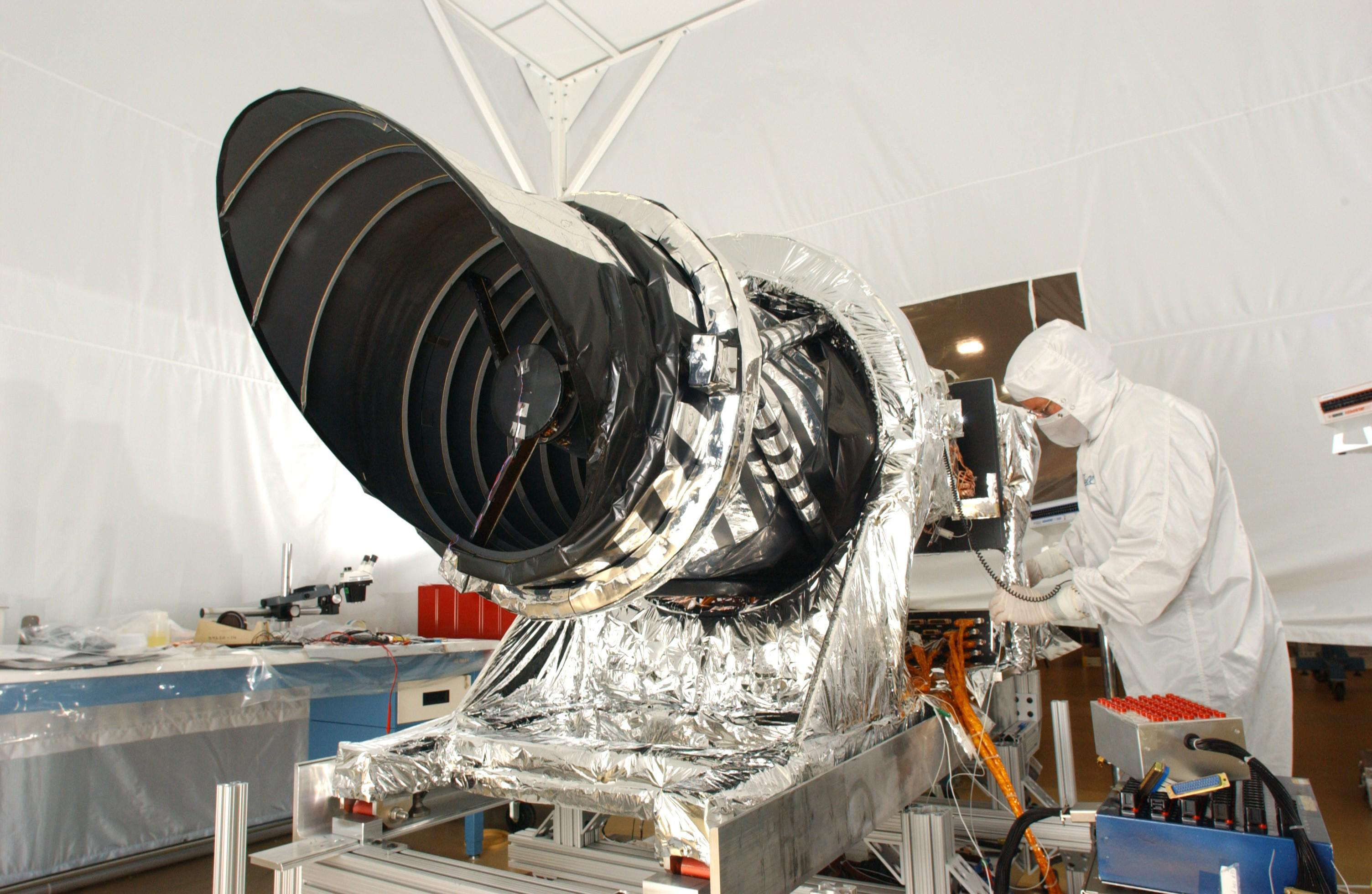
آماده‌سازیدوربین های‌رایز برای حمل پیش از ارسال آن برای نصب نهایی بر فضاپیمای مدارگرد شناسایی مریخ

های‌رایز یا اچ‌آی‌آرآی‌اس‌ای (به انگلیسی: HiRISE)، که کوتاه شدهٔ (High Resolution Imaging Science Experiment) است، یک دوربین عکاسی با قابلیت‌های بسیار بالا است که مدارگرد شناسایی مریخ با آن مجهز است. (اچ‌آی‌آرآی‌اس‌ای) ۶۵ کیلوگرم (۱۴۳ پوند) وزن دارد، و با هزینهٔ ۴۰ میلیون دلار و زیر نظر و با راهنمایی آزمایشگاه مطالعات ماه و سیارات دانشگاه آریزونا توسط گروه فناوری‌های هوا و فضای بال ساخته شده‌است. با یک دیافراگم ۰٫۵ متری (۱۹٫۷ اینچ) تلسکوپ بازتابی، تا این زمان برای ماموریت‌ها در ژرفای فضا بزرگترین است، که گرفتن عکس‌هایی از مریخ را با وضوح ۰٫۳ متر بر پیکسل (حدود ۱ پا)، امکان‌پذیر می‌سازد و مشکل دیدن اشیاء زیر یک متر را حل می‌کند.
های‌رایز از فرودگرهای مریخ بر روی سطح آن سیاره تصویربرداری کرده‌است، از جمله مریخ‌نورد آپورچونیتی و مریخ‌نورد اکتشاف و مریخ‌نورد کنجکاوی در حال انجام و مأموریت مریخ نورد آپورچونیتی.

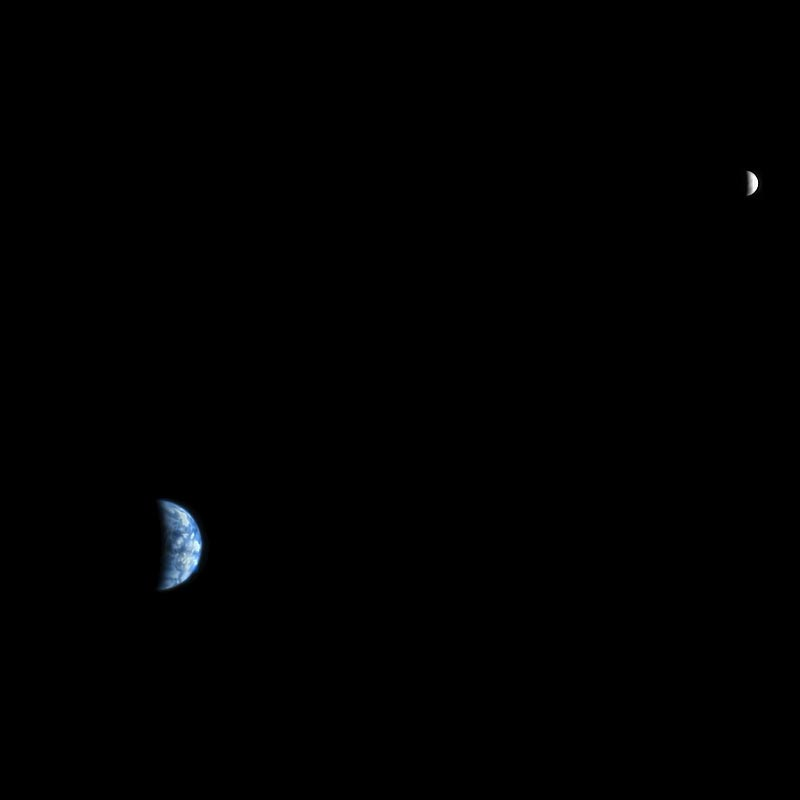
زمین و ماه از دیدگاه دوربین های‌رایز مدارگرد شناسایی مریخ در مدار مریخ

## نگارخانه

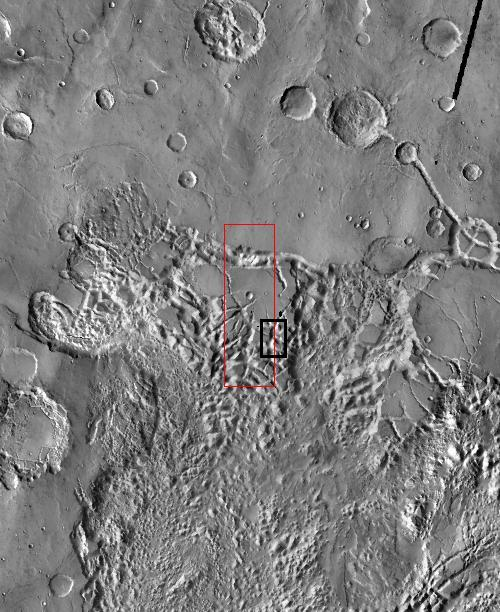
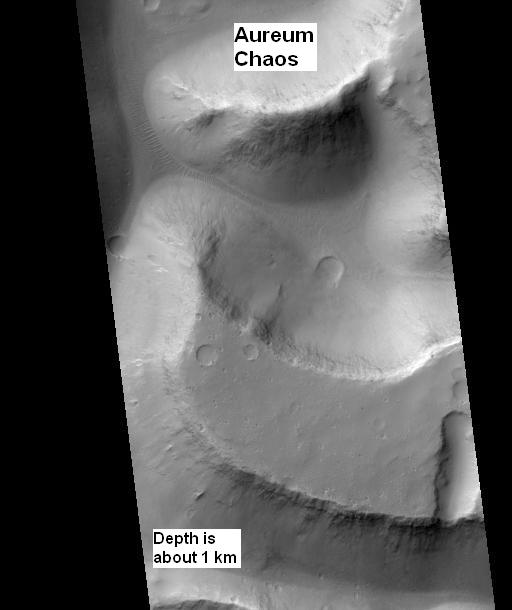
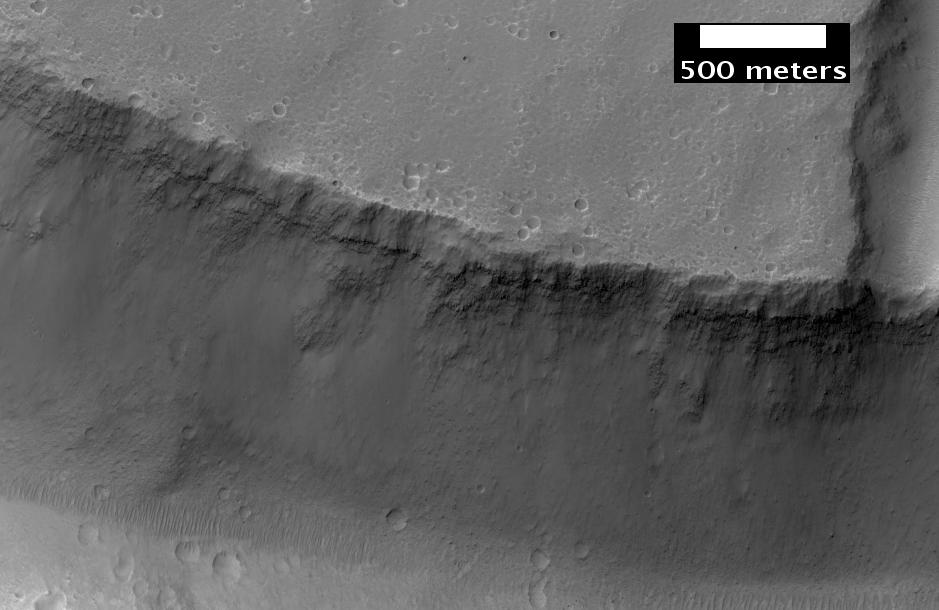
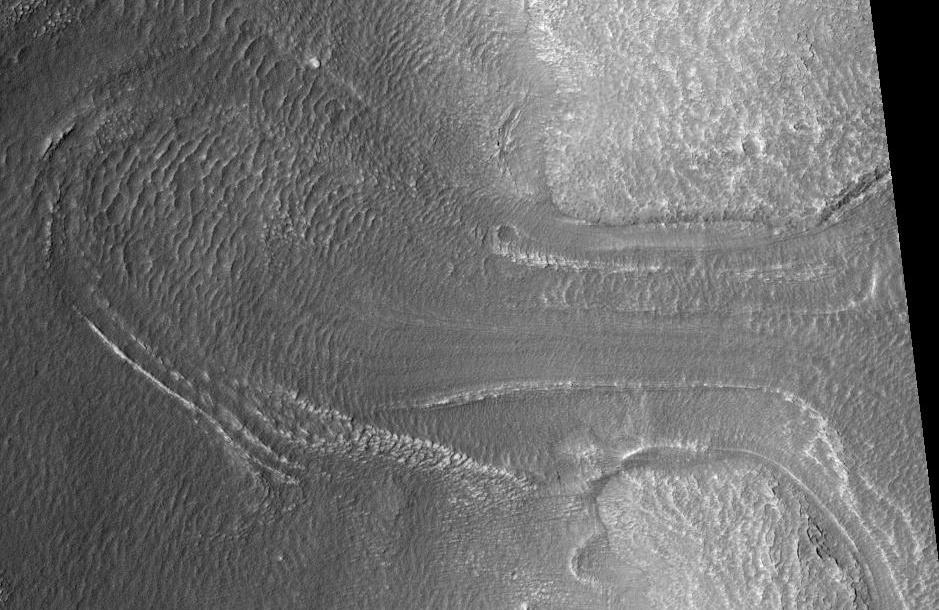